# Beneath This Burning Shoreline
Beneathis This Burning Shoreline è il secondo album in studio del gruppo musicale britannico Cherry Ghost, pubblicato il 5 luglio 2010 dall'etichetta Heavenly Records.
Il gruppo ha registrato l'album con Dan Austin, che già aveva co-prodotto il primo album Thirst for Romance. La traccia di apertura dell'album, We Sleep on Stones, è stata offerta in download gratuito digitale sul sito della band nel maggio 2010. La dodicesima traccia dell'album, Diamond in the Grind, è stata postata su YouTube con le immagini di una clip di Harold Lloyd del 1924, Girl Shy, nel febbraio 2010.
Un video musicale per il primo singolo "Kissing Strangers", ha debuttato nel giugno 2010. Il cantante Simon Aldred descrive il brano come "Sinatresco", aggiungendo che, "penso che sia una delle migliori canzoni che io abbia mai scritto... È bello avere un single del quale sono orgoglioso". Il secondo singolo, "Black Fang," è stato pubblicato il 20 settembre 2010 su vinile 7", assieme alla traccia non presente nell'album Dancehall to Daybreak. Il terzo singolo dell'album è stato We Sleep on Stones, pubblicato l'8 novembre 2010. Il singolo in vinile 12" contiene un esclusivo remix di We Sleep on Stones di Mr. Chop, oltre ad una cover, eseguita dai Cherry Ghost, di "Finally", una hit del 1991 dei CeCe Peniston, ed una versione estesa strumentale della stessa "Finally".

## Tracce
Testi e musiche di Simon Aldred, Cherry Ghost.
1. We Sleep on Stones – 5:46
2. A Month of Mornings – 5:36
3. Conquered, Part 1 – 1:02
4. Kissing Strangers – 4:35
5. Only a Mother – 3:30
6. The Night They Buried Sadie Clay – 5:28
7. My God Betrays – 4:06
8. Barberini Square – 5:48
9. Conquered, Part 2 – 1:13
10. Black Fang – 4:20
11. Luddite – 6:17
12. Diamond in the Grind – 4:45
13. Strays at the Ice Pond – 2:10

## Crediti
Cherry Ghost
- Simon Aldred – vocals, guitars
- Jim Rhodes – guitar, banjo, Echoplex, melodica
- Ben Parsons – keyboards, piano, synthesizer, dulcimer, trumpet
- Phill Anderson – bass, synthesizer
- Grenville Harrop – drums, percussion

Personnel
- Additional synths by Dan Austin.
- Brass and string arrangements by Ben Parsons.
- Strings by Belinda Hammond, Sarah Fletcher, Rick Evans, Tim Smedley, Thea Spiers, and Simon Denton.
- Brass by Lucy Pankhurst, Alan Tokeley, Matthew Ball, and Tim Page.

Production
- Produced by Dan Austin and Cherry Ghost.
- Engineered by Dan Austin; recorded at The Barn.
- Mixed by Dan Austin at Moles Recording Studio; assisted by Nick Joplin.
- Mastered by Miles Showell at Metropolis.
- Photography by Emir Ozsahin.
- Sleeve art by Luke Insect.